# غزال عنایت
یلدا غزال عنایت (زادهٔ ۷ دسامبر ۱۹۸۹ در کابل)، خواننده و ترانه‌سرا اهل افغانستان است که در خارج از افغانستان در شهر تورنتو در کشور کانادا زندگی می‌کند.

## زندگی
غزال عنایت در سال ۱۹۸۹ در شهر کابل به دنیا آمد. پدر و مادر او اصالتا پشتون پدرش از ولایت لغمان و مادرش از ولایت کندهار هستند. وی در کودکی در پی حمله طالبان به افغانستان، به همراه ‌خانواده‌اش به پاکستان مهاجرت کرد.

## فعالیتِ هنری
او در ۱۷ سالگی به صورت رسمی پا به عرصه ی خوانندگی موسیقی گذاشت. در سال 2008، کار خود را به عنوان یک خواننده در افغانستان آغاز کرد اما به دلیل شرایط بحرانی و نامساعد برای خوانندگان زن در افغانستان، او هویت خود را به عنوان یک خواننده پنهان کرد و در سال 2011، زمانی که به کانادا مهاجرت کرد، فعالیت حرفه ای موسیقی خود را به عنوان یک خواننده آغاز کرد. 
  غزال اولین خواننده افغان است که وارد بالیوود شد. 
  در سال 2012، غزال عنایت به عنوان بهترین خواننده زن جدید در جوایز تلویزیونی آریانا انتخاب شد. در سال 2013 آهنگ "عاشقی" او که یک ترانه سه گانه با دو خواننده برجسته مرد دیگر افغانستان است، در جوایز تلویزیون آریانا بهترین آهنگ سال شد.  او در سال 2017 در جشنواره جهانی دهکده در حضور بیش از 21000 نفر نماینده افغانستان بود.  در اواخر همان سال، او عنوان بهترین خواننده سال را از بی‌بی‌سی فارسی دریافت کرد. او کنسرت های زیادی را در کانادا، ایالات متحده، استرالیا، تاجیکستان و اروپا اجرا کرده است و از مشهورترین کنسرت‌های وی می‌توان به کنسرت مشترک با صدرالدین نجم الدین، مطرح‌ترین خواننده تاجیکستانی در دوشنبه تاجیکستان نام برد.
وی آهنگ های زیادی به زبان فارسی دَری و پشتو خوانده و در برنامه ها و کنسرت های خود اجرا کرده است.
از معروفترین آهنگ های این هنرمند با استعداد و خوش صدا می‌توان به دوست بدت میدارم ، بنگری ، عاشقان ، تو مرا نمی‌پسندی ، طول عمر ، دلبر جانی ، نفس نفس ، جان من ، خوبی و خرابی ، وطندار ، قهرمانان ، تعویذ ، به من آرید ، دامن چرمه دار ، پاچیده به باغ ، یارک نادان ، میایم و... اشاره کرد.
جوایز و افتخارات
2012
جایزه موسیقی ATN | بهترین خواننده زن جدید 
Best New Female Singer| ATN Music Awards
2013
جایزه موسیقی ATN | بهترین آهنگ سال 
Best Song of the Year| ATN Music Awards
2017
بی بی سی فارسی | بهترین هنرمند سال
Best Artist of the Year| BBC Persian 
2019
جایزه موسیقی دایموند | بهترین خواننده زن سال
Best Female Singer of the Year | Diamond Music Awards